# Baragoola
MV Baragoola fue un transbordador anteriormente operado por Port Jackson & Manly Steamship Company y sus sucesores en el servicio de Manly (Australia).
El sexto y último de los transbordadores Manly de tipo Binngarra, el buque entró en servicio en 1922. Construido con un motor de vapor de triple expansión, fue reconvertido a propulsión diésel-eléctrica en 1961. Desde su desmantelamiento como transbordador en 1983, el buque tuvo varios propietarios que intentaron encontrarle un nuevo papel y restaurarlo. En 2003, quedó amarrado en Balls Head Bay , en el lado norte del puerto de Sídney, mientras continuaban los intentos de restaurar el buque. Sin embargo, en enero de 2022, se hundió en su amarre junto al cargador de carbón Balls Head, por lo que se tomó la decisión de desguazar el buque.
Baragoola es una palabra aborigen australiana que significa "marea de inundación".

## Hundimiento
El buque fue retirado del servicio en 1983. Quedó anclado en un muelle del puerto de Sídney donde se plantearon varios proyectos de conservación que nunca fructificaron.
Durante la tarde del 1 de enero de 2022, el ferry se hundió en sus amarres antes de que pudiera llegar la ayuda para bombear el agua del barco. Dos ocupantes ilegales estaban a bordo y abandonaron el barco antes de que se hundiera. El ferry quedó parcialmente a flote. Transport for NSW declaró que el ferry no podía ser reflotado y se tomó la decisión de desguazarlo.
Birdon Pty Limited rescató el pecio del Baragoola del puerto de Sídney y limpió el atracadero de escombros del barco. El Baragoola se cortó en aproximadamente 16 secciones y se elevó hasta la barcaza "Pelican" de Birdon. Luego, la "Pelican" se descargó en White Bay, donde se cortaron las secciones utilizando cizallas hidráulicas montadas en una excavadora antes de retirarla del lugar.

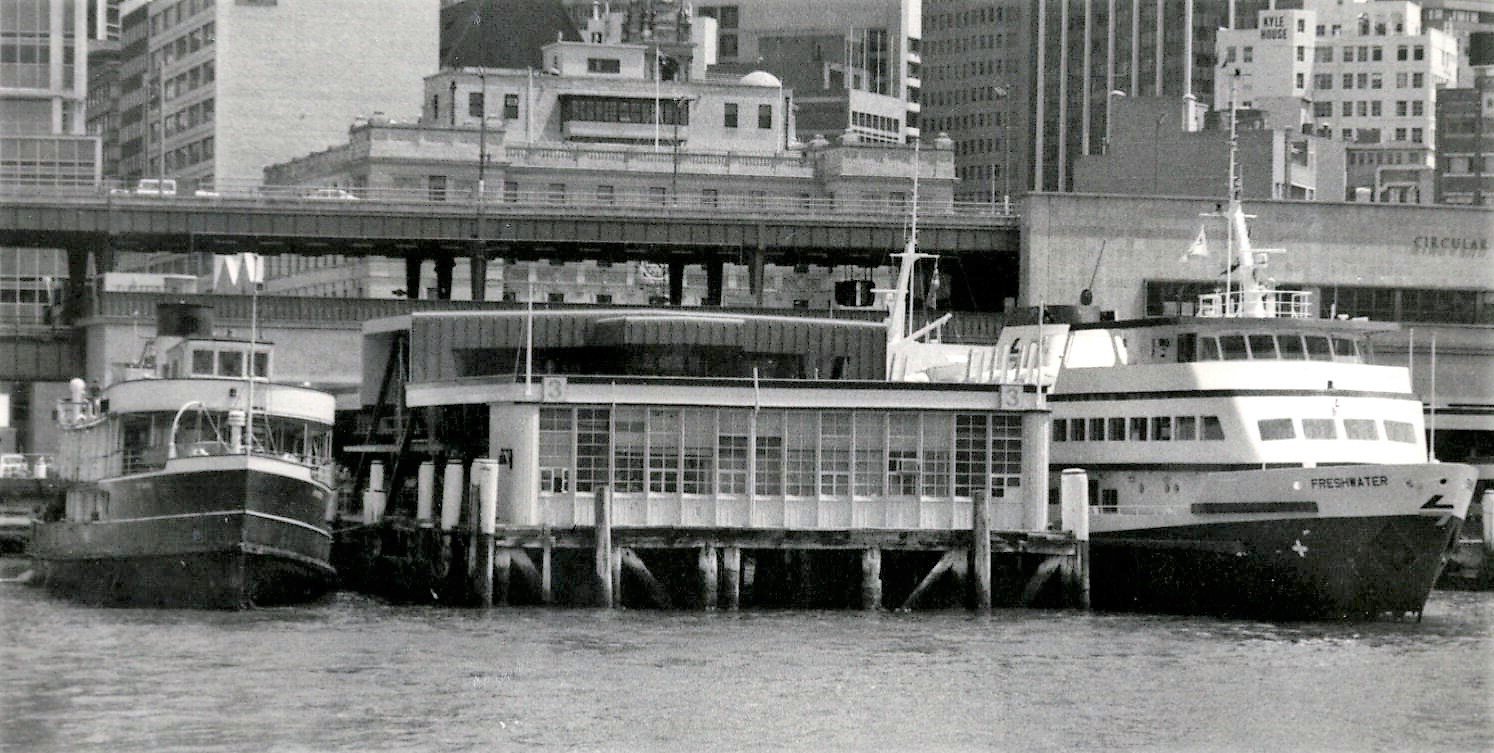
En sus últimos meses de servicio junto a su reemplazo, el entonces nuevo Freshwater, 1982
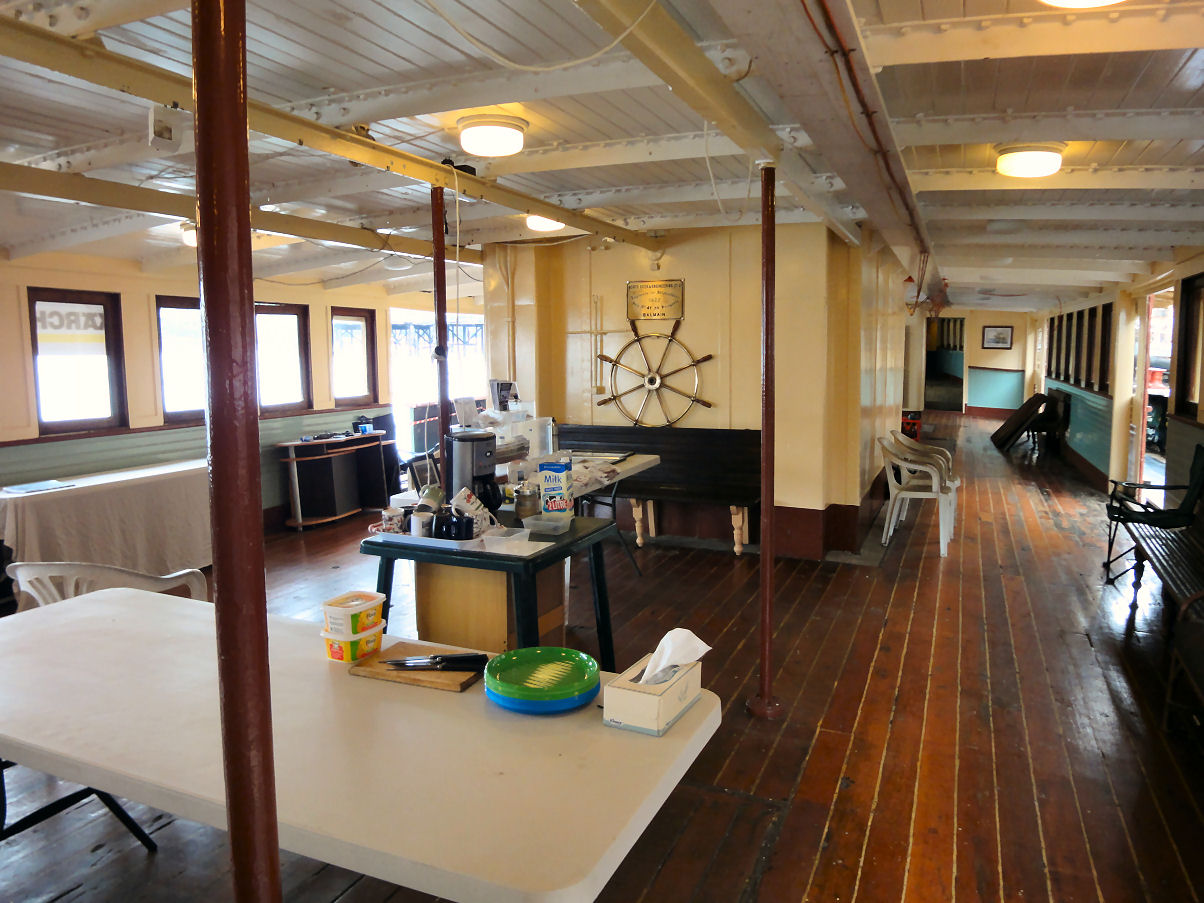
Cabina principal, 2012
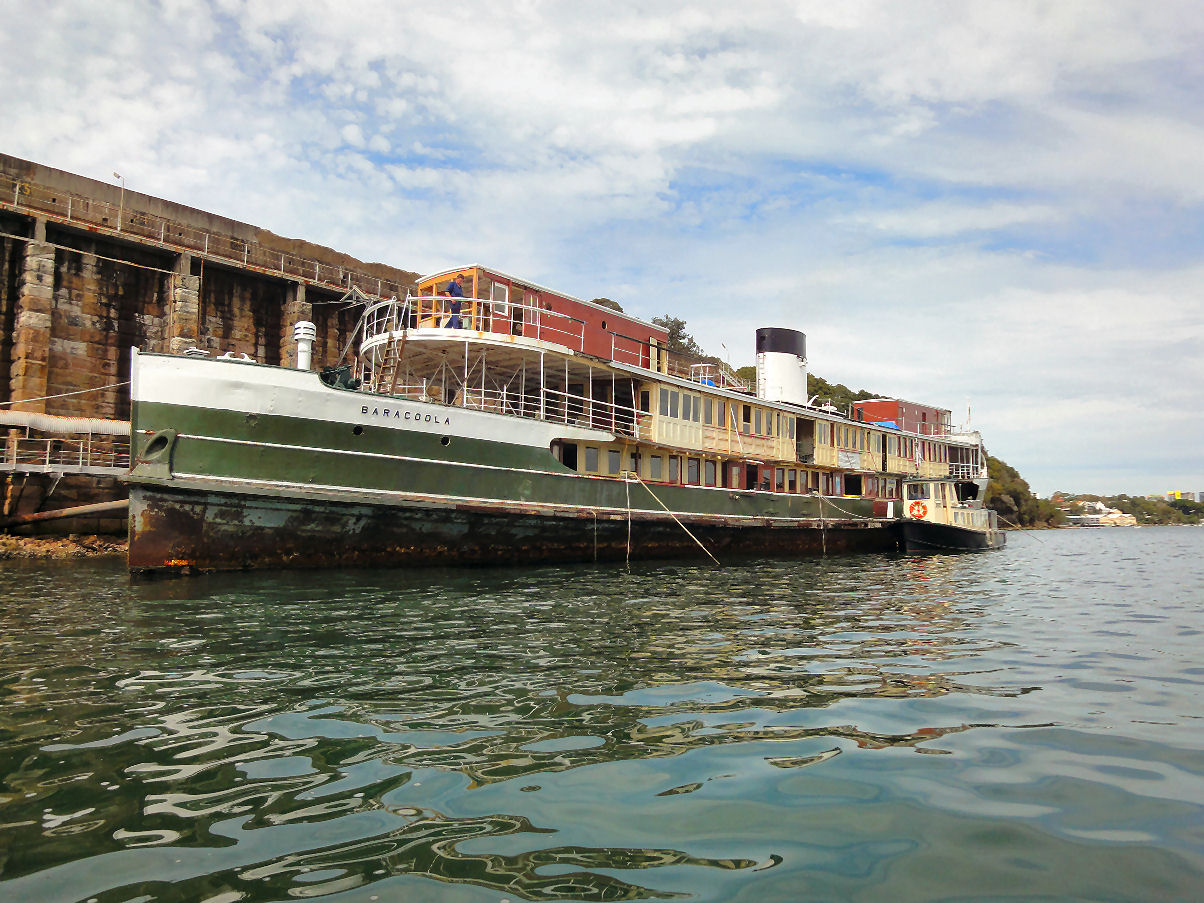
En Balls Head, 2012
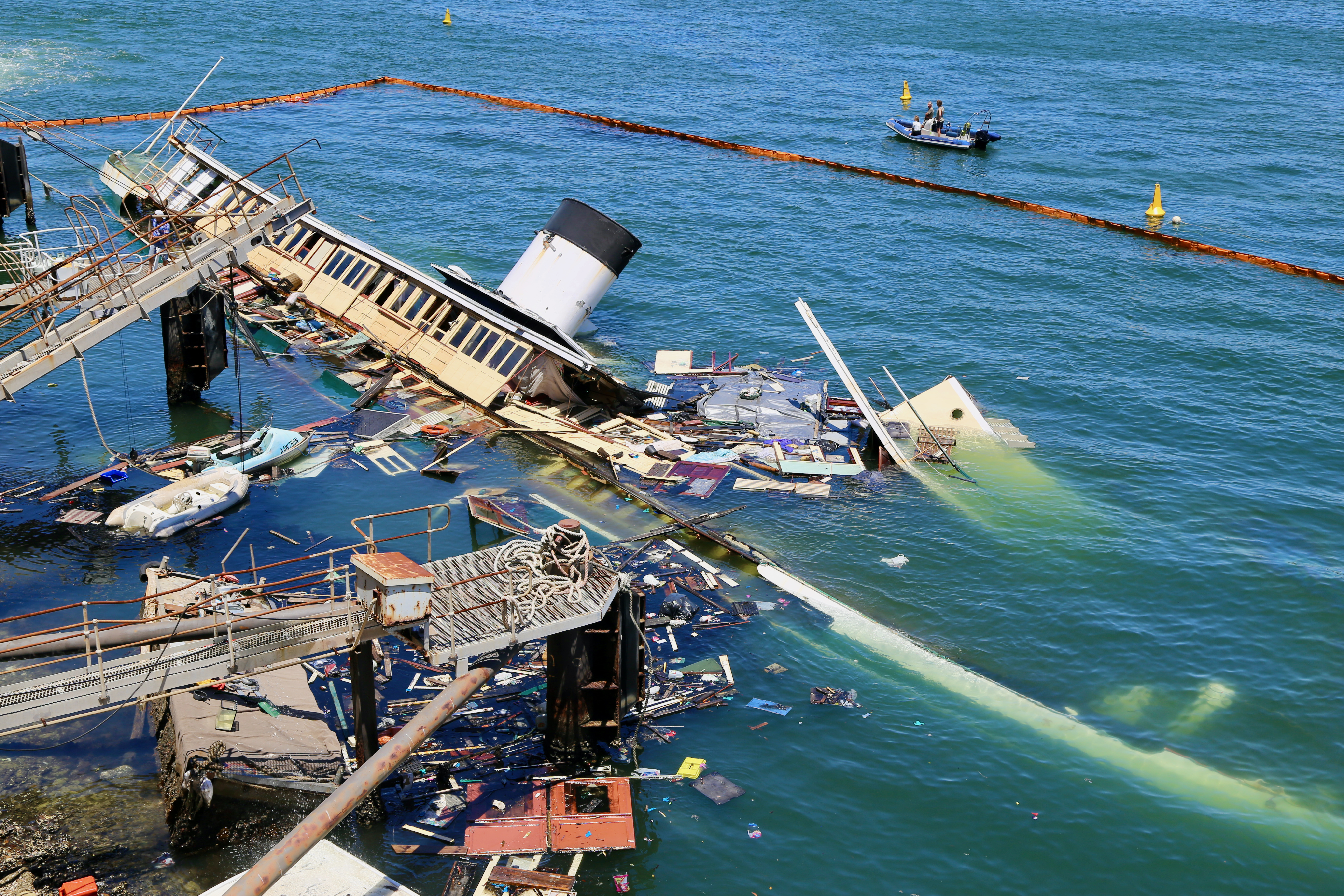
La mañana siguiente a su naufragio, el 2 de enero de 2022